# The Hamlet
The Hamlet ist ein Roman des US-amerikanischen Schriftstellers William Faulkner, der erstmals 1940 im Verlag Random House erschien. Eine deutsche Übersetzung trägt den Titel Das Dorf.
Es handelt sich um den ersten Roman von Faulkners Snopes-Trilogie, die er jedoch erst 1957 und 1959 mit den beiden abschließenden Romanen The Town (Die Stadt) und The Mansion (Das Haus) vollendete.

## Entstehung
Faulkner hatte sich bereits zu einem sehr frühen Zeitpunkt seiner literarischen Karriere mit dem fiktiven Snopes-Clan auseinandergesetzt. Während des Jahreswechsels 1926/1927 hatte er bereits mit einem ersten Roman begonnen, der den Arbeitstitel Father Abraham trug. Er brach die Arbeit an dem Manuskript jedoch nach etwa 18 000 Wörtern ab.
Er schrieb dann unterschiedliche Fassungen jener Novelle, die schließlich 1931 als Spotted Horses erschien. Zunächst gelang es Faulkner nicht, Literaturmagazine für die Story zu interessieren. In den nächsten Jahren schrieb Faulkner die Romane Sartoris, The Sound and the Fury, As I Lay Dying, Sanctuary und Light in August, doch Faulkner ließ nie ganz von der Snopes-Familie ab. Er ließ Familienmitglieder in vielen der zu diesem Zeitpunkt entstandenen Romane und Kurzgeschichten auftreten. Er schrieb eine wahre Fülle an Snopes-Storys. Einige dieser Texte wurden schließlich für die Snopes-Romane verwendet, indem man sie leicht abgewandelt in den Romantext integrierte. Mit The Hound arbeitete er sogar eine Story in The Hamlet ein, die in ihrer Ursprungsfassung gar keine Story über den Snopes-Clan war.
Im frühen Herbst des Jahres 1938 widmete sich Faulkner schließlich vollständig seinem Material, das er über die Snopes-Familie gesammelt hatte. Er plante schon zu diesem Zeitpunkt, aus dem Stoff eine Trilogie zu machen. Der erste Teil sollte den Titel The Peasants heißen, die Nachfolgerwerke Rus In Urbe und Illium Falling. Die Titel aller Werke wurden im Laufe der Arbeit in The Hamlet, The Town und The Mansion geändert.
Faulkner begann mit der Arbeit an einem Prolog, den er jedoch schließlich nicht in den Roman aufnahm. Den fertigen Text veröffentlichte er unter dem Titel Barn Burning als eigenständige Kurzgeschichte, die im Juni 1939 in Harper’s Magazine veröffentlicht wurde. Der Roman The Hamlet wurde am 1. April 1940 publiziert.

## Inhalt
Der Roman The Hamlet ist das erste Werk der dreiteiligen Reihe über die Snopes-Familie. Die anderen beiden Romane sind The Town (1957) und The Mansion (1959). Es existieren viele Kurzgeschichten über die Snopes-Familie aus Faulkners Hand, die oftmals in die Romantexte integriert wurden; dies betraf im Falle von The Hound auch Storys, die ursprünglich keine Snopes-Geschichten waren, jedoch für die Integration in den Roman zurechtgeschrieben wurden, dass sie wieder passten.
The Hamlet handelt von der Etablierung der Snopes-Familie in der Siedlung Frenchman’s Bend und wie sie nach und nach die Kontrolle über das Dorf (engl. Hamlet) erringt. Alles beginnt, wenn Abner Ab Snopes eines Tages auftaucht und Land von den Varners pachtet. Ab Snopes wurde (siehe die Kurzgeschichte Barn Burning) zweimal der Brandstiftung beschuldigt, doch konnte man ihm es beide Male nicht nachweisen. Bereits hier beginnen die Snopes erheblichen Einfluss auszuüben. Zunächst wollte der Varner-Sohn Jody Snopes zunächst auf dem gepachteten Land arbeiten lassen, ihn aber nach getaner Arbeit als Bestrafung für die Brandstiftung nicht auszahlen. Als er jedoch vom zweiten Vorfall erfährt, versucht er alles, um Snopes milde zu stimmen, und stellt sogar dessen Flem bei sich im Warenladen ein. Flem wird schließlich die frühreife und schwangere Tochter Eula Varner heiraten, wodurch die Snopes in die einflussreichste Familie von Frenchman’s Bend eingeheiratet haben. Diese steht selbst wiederum in Snopes' Schuld, da er die Familienehre rettet, indem er Eulas Baby nicht vaterlos zur Welt kommen lässt.
Im Laufe der Geschichte wandeln sich die Snopes von den armen Landarbeitern zu einflussreichen Persönlichkeiten, die für die Anwohner auch mit Gefahren verbunden sind. Im letzten Teil des Romans (The Peasants, dtsch. Die Bauern, wie der Roman ursprünglich heißen sollte) kommt es zu Streitigkeiten wegen verkaufter Pferde; als diese ominösen Vorkommnisse juristisch aufgearbeitet werden sollen, erscheint es klar, dass die Snopes direkten Einfluss auf Richter und Urteil haben. Der Kampf gegen sie erscheint aussichtslos; im letzten Kapitel brechen die Snopes schließlich in die nächstgrößere Stadt, die Hauptstadt des Yoknapatawpha Countys, Jefferson auf. Die Geschichte geht weiter.
Während der Arbeiten an dem Roman integrierte Faulkner, wie weiter oben bereits erwähnt, ganze Kurzgeschichten in den Romantext. Vier Kurzgeschichten waren zuvor in namhaften Magazinen erschienen. Die berühmteste dieser Storys ist Spotted Horses, die wie Fool About A Horse bereits in den frühen 1930er-Jahren in Scribner's Magazine veröffentlicht worden war. The Hound erschien in Harper’s Magazine und Lizards in Jamshyd's Courtyard in der Saturday Evening Post
The Hamlet ist ein typischer Faulkner-Roman, der stilistisch dem Gotik-Subgenre Southern Gothic zugesprochen werden kann. Faulkner integriert makabere, kuriose, schwarzhumorige Szenen in sonst realistische Schauplätze, um Moral und Gesellschaft der amerikanischen Südstaaten darzustellen. Wie etwa im dritten Buch des Romans (The Long Summer), wo im ersten Kapitel der Snopes-Nachkomme Ike von einer Kuh besessen ist und sie immer wieder von dem Hof des Besitzers entführt und Essen für sie stiehlt, obwohl sie äsen könnte.

## Struktur des Romanes
Der Roman ist in vier Bücher unterteilt, die alle etwas gleich lang sind.
- Buch Eins: Flem
- Buch Zwei: Eula
- Buch Drei: The Long Summer
- Buch Vier: The Peasants

Die einzelnen Bücher sind dann selbst nochmal in namenlose Kapitel unterteilt.

## Verfilmung
Der 1958 entstandene Spielfilm The Long, Hot Summer (in Deutschland als Der lange heiße Sommer vertrieben) basiert lose auf drei Erzählungen Faulkners, hauptsächlich auf Material aus diesem Buch. Der Titel ist auch dem dritten Teil von The Hamlet entlehnt. Die Hauptrollen spielten Paul Newman und Joanne Woodward, Regie führte Martin Ritt, der ein Jahr später auch eine lose Adaption von The Sound and the Fury inszenierte. In Deutschland kam diese Verfilmung als Fluch des Südens in die Kinos.